# Министерство угольной промышленности Индии
Министерство угольной промышленности Индии занимается разведкой угля и запасов лигнита в Индии, производством, поставками, распределением и регулированием цен на уголь через Государственную угольную корпорацию Индии и её дочерние компании. Министерство угольной промышленности также отвечает за администрацию угольных шахт резервного фонда Индии.